# آزمایش ورقه طلای رادرفورد

بالا: نتیجهٔ مورد انتظار در زمان انجام آزمایش: ذرات آلفا در عبور از مدل کیک کشمشی (تامسون) بدون انحراف باقی می‌مانند.
پایین: نتایج مشاهده شده: کسر کوچکی از ذرات منحرف می‌شوند که نشان دهندهٔ یک هستهٔ کوچک با بار مثبت است. توجه داشته باشید که این تصویر با مقیاس ترسیم نشده است. در واقعیت هسته بسیار کوچکتر از مدار الکترون‌هاست.

آزمایش ورقهٔ طلای رادرفورد که در مجامع علمي با نام طراحان آن يعني آزمايش گايگر-مارزدن (به انگلیسی: Geiger–Marsden experiment) شناخته می شود آزمایشی بود که به شناخت ساختار اتم کمک شایانی کرد. این آزمایش در سال ۱۹۰۹ تحت نظر ارنست رادرفورد توسط فیزیکدان آلمانی هانس گایگر و دستیارش ارنست مارزدن انجام شد. نتایج غیرمنتظرهٔ این آزمایش برای نخستین بار وجود هسته در اتم را نشان داد و مدل اتمی تامسون را زیر سؤال برده و مدل اتمی رادرفورد را جایگزین آن کرد.
تا پیش از آزمون رادرفورد تئوری پذیرفته شده در زمینهٔ مدل اتمی تامسون بود که در سال ۱۹۰۴ توسط او مطرح شده بود. طبق این نظریه بارهای منفی در دریایی از بارهای مثبت در ماده شناورند. این مدل تا آزمون رادرفورد و انتشار آن در ۱۹۱۱ مورد پذیرش بود. در آزمایش رادرفورد ذرات آلفا با بار مثبت به ورقهٔ بسیار نازکی از طلا شلیک می‌شوند. اگر مدل کیک کشمشی تامسون درست می‌بود، ذرات بزرگ آلفا باید با اندکی انحراف از ورقهٔ طلا عبور می‌کردند، چرا که ذرات آلفا سنگین هستند و بار در مدل تامسون به‌طور یکنواخت پراکنده است. اما چیزی که در آزمایش مشاهده شد این بود که اگرچه بسیاری از ذرات آلفا طبق پیشبینی با اندکی انحراف مشاهده شدند، تعدادی دیگری با زوایای بزرگتر منحرف شدند و تعداد بسیار اندکی (۱ از ۲۰۰۰۰) با زاویه ۱۸۰ درجه برگشتند، یعنی به سمت منبع ذرات آلفا پس زده شدند. رادرفورد این نتیجه را به وجود هسته‌ای مرکزی که عمدهٔ جرم اتم را در خود دارد تعبیر کرد. (تامسون معتقد بود که جرم زیاد اتم از وجود تعداد بسیار زیادی الکترون ناشی می شود).
انحراف بزرگ یا حتی انعکاس ذرات آلفا نشان می‌داد که اتم دارای هسته‌ای‌ست که عمده جرم اتم در آن متمرکز شده است. اینکه تعداد بیشتر از ذرات با انحراف کم از ورقه‌ طلا عبور می‌کردند نشان می‌داد که هستهٔ با بار مثبت نسبت به ابعاد اتم کوچک است و در حقیقت عمده فضای اتم خالی‌ست.